# La Valletta (Schiff)
Die La Valletta war eine 1971 in Dienst gestellte Fähre der italienischen Reederei Tirrenia di Navigazione. Das zuletzt als Santorini Sky für Tageskreuzfahrten eingesetzte Schiff blieb bis 2004 in Fahrt und wurde 2005 in der Türkei abgewrackt.

## Dienstzeit
Die La Valletta wurde im Mai 1968 unter der Baunummer 142 bei Cantieri Navi Pellegrin in Neapel auf Kiel gelegt und am 19. Dezember 1970 vom Stapel gelassen. Nach der Übernahme durch die Tirrenia di Navigazione am 30. Oktober 1971 wurde das Schiff auf der Strecke von Reggio Calabria über Catania nach Syrakus und Valletta in Dienst gestellt.
1976 ging die La Valletta in den Besitz von Siremar über und war fortan an der Küste Siziliens im Einsatz. 1984 wechselte das Schiff auf die Strecke von Milazzo über Vulcano nach Lipari und im 1987 auf die Strecke von Palermo nach Ustica.
1989 wurde die La Valletta an die One-Day Cruises Maritime Company mit Sitz in Piräus verkauft und in Mistral II umbenannt. Sie war fortan für Tageskreuzfahrten vor der Küste Griechenlands im Einsatz. 1997 wurde das Schiff in Maria Pa umbenannt, ehe es 2001 den Namen Santorini Sky erhielt.
Nach drei weiteren Jahren im Dienst wurde die Santorini Sky 2004 aufgelegt. Nach einem Jahr Liegezeit ging das Schiff im Oktober 2005 zum Abbruch ins türkische Aliağa, wo es am 7. Dezember 2005 unter dem Überführungsnamen Ant eintraf.